# Chickenfoot
Chickenfoot este o formație rock mexicană în componența căreia intră doi foști membri ai grupului Van Halen, Sammy Hagar (voce) și Michael Anthony (bas), alături de chitaristul Joe Satriani și bateristul trupei Red Hot Chili Peppers, Chad Smith. Trupa a lansat albumul omonim de debut pe 5 iunie 2009. Referitor la statutul de supergrup al formației, Sammy Hagar a a precizat că „noi nu suntem un supergrup, ci ne place să petrecem timp împreună iar muzica vine ca un bonus. Întâmplător, activăm și în alte
formații.”
Logoul formației aduce foarte mult cu simbolul păcii, însă reprezintă de fapt amprenta piciorului de pui, încadrată într-un dreptunghi. 
Chickenfoot a lansat recent albumul „Chickenfoot III”, al doilea disc ieșit pe piață, în ciuda denumirii acestuia.

## Nașterea grupului și albumul de debut
Sammy Hagar declară: „(Chickenfoot, n.r.) a început cu mine, Michael Anthony și Chad Smith, în momentul în care am început să cântăm în clubul meu, Cabo Wabo, din Mexic. Lumea a început să ne întrebe când avem de gând să lansăm un album, să pornim în turneu, etc. Atunci mi-am dat seama că avem nevoie de un chitarist, așa că i-am dat un telefon lui Joe Satriani. După părerea mea, e cel mai bun chitarist din lume.”
Primul concert al grupului american a avut loc în 2008, în cadrul unui concert al lui Sammy Hagar, în „The Pearl Concert Theatre” din „The Palms Casino Resort” din Las Vegas. Spectacolul a inclus un set de trei piese, compus din câteva dintre cele mai cunoscute piese ale legendarului Led Zeppelin: „Rock and Roll”, „Dear Mr. Fantasy” sau „Going Down”.
Legat de spectacol, Michael Anthony susține: „La momentul respectiv, cu toții ne-am dat seama că există chimie între noi. Era foarte distractiv, iar reacția publicului a fost grozavă. Am hotărât să facem pasul următor și să vedem ce iese.”
Joe Satriani se afla în turneu în perioada în care Chickenfoot a înregistrat demouri iar în cele din urmă, în timpul pauzelor turneului lui Satriani, formația a înregistrat albumul omonim, cu care a și debutat. Acest material a fost lansat în 4 iunie 2009, când grupul a cântat single-ul „Oh Yeah!” în cadrul emisiunii „The Tonight Show with Conan O'Brien.” Ulterior, Chickenfoot a început turneul de promovare a albumului în America și în Europa.
În luna octombrie a anului 2009 Chad Smith s-a alăturat din nou celor de la Red Hot Chili Peppers pentru a înregistra al zecelea album de studio al formației. Chickenfoot a intrat într-o perioadă de repaus în acest răstimp, deși a mai apărut în data de 6 noiemnbrie a aceluiași an la televizor în cadrul emisiunii „Jimmy Kimmel Live”, pentru a cânta piesele „Sexy Little Thing” și „Oh Yeah!” încă o dată.
Chad Smith declară: „Va mai exista cu siguranță o fereastră în care să mai lucrez cu ei (Chickenfoot, n.r.). Mă simt puțin prost - primim oferte din toate părțile, însă eu trebuie să ma întorc la căsnicia mea (Red Hot Chili Peppers, n.r.) în această toamnă. Chickenfoot e pentru mine ca și o amantă. Avem energie iar experiența e foarte organică și firească. Se va întâmpla când se va întâmpla. Ne aflăm în punctul în care nimic nu trebuie să vină forțat - suntem norocoși că putem face ceva atât de plăcut.”
Același subiect e reluat și într-un interviu al său de pe MusicRadar.com, publicat în 24 august 2009.
MusicRadar: Cum rămâne cu Chickenfoot? După ce termini cu Chili Peppers, vei mai înregistra vreun disc?
Smith: „Absolut! Ne simțim atât de bine și totul merge atât de bine - nu există vreun motiv pentru care nu aș continua cu Chickenfoot. Vreau să clarific ceva: Chickenfoot nu e o chestiune trecătoare pentru niciunul dintre noi. Suntem o formație. Îmi imaginez că în timpul în care eu voi fi cu Peppers Joe va înregistra și el un album nou și poate și Sammy și Mike vor face ceva pe cont propriu. Dar în momentul în care am terminat cu Chili Peppers, mă întorc la Chickenfoot. Vom înregistra încă un album, chiar mai bun decât acesta. Acesta e planul și nu mă abat de la el.”